# Oscilador de Tesla
O oscilador eletromecânico de Tesla é um gerador elétrico movido a vapor patenteado por Nikola Tesla em 1893. Mais tarde, em 1935, Tesla alegou que uma versão do oscilador causou um terremoto na cidade de Nova York em 1898, ganhando na cultura popular o título "A máquina terremoto de Tesla".